# یوزف لوهینیا
یوزف لوهینیا (چکی: Jozef Lohyňa؛ زادهٔ ۱۳ آوریل ۱۹۶۳) کشتی‌گیر اهل چکسلواکی بود